# Paul Fort

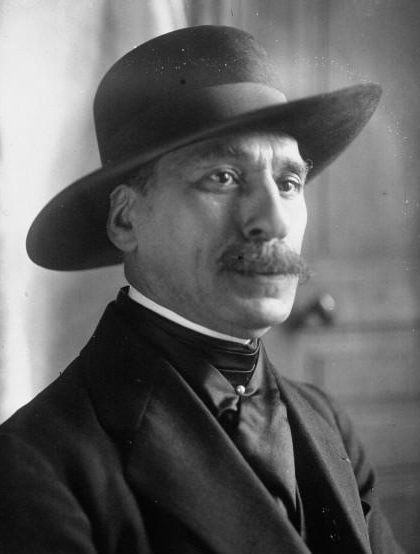
Paul Fort (1922)

Paul Fort (* 1. Februar 1872 in Reims; † 20. April 1960 in Montlhéry, Département Essonne, Frankreich) war ein französischer Dichter und Dramatiker. 

## Leben
Paul Fort veröffentlichte seine ersten Gedichte 1896 im Mercure de France, ab 1905 in seiner eigenen Zeitschrift Vers et prose. Für die Aufführung seiner Theaterstücke gründete er 1890 ein eigenes Theater, das er Théâtre d’Art nannte. Dieses Ensemble brachte 1891 das Stück La Fille aux mains coupées (1886) von Pierre Quillard (1864–1912) auf die Bühne, das mit seiner eigenwilligen Inszenierung großes Aufsehen erregte.
Fort zählt zu den bedeutendsten französischen Dichtern des Symbolismus, neben Paul Verlaine und Stéphane Mallarmé. In deren Nachfolge wurde er 1912 zum Prince des poètes ernannt. Einzelne Gedichte wurden etwa von Arthur Honegger (1916) oder Jean Absil (1935), sowie von Henri Dutilleux (1938), André Caplet, Willem Pijper, Henriëtte Bosmans (1949), später vom Chansonnier Georges Brassens vertont. Er war Jurymitglied des 1934 gegründeten Prix de Jeunesse.

## Ehrungen
- Commandeur in der französischen Ehrenlegion.

## Werke

### Lyrik
- Les Ballades françaises, 1896–1958

### Drama
- La Petite Bête, 1890
- Louis XI, curieux homme, 1921
- Ysabeau, 1924
- Le Camp du Drap d’or, 1926
- L’Or / Ruggieri, 1927
- Guillaume le Bâtard, ou la Conquête de l’Angleterre, 1928
- L’Assaut de Paris, 1933
- Coups du heurtoir, 1943

### Anderes
- Histoire de la poésie française depuis 1850 (mit Louis Mandin), 1926
- Mes Mémoires, toute la vie d’un poète, 1872–1943, 1944